# Suối Tròng
Suối Tròng là một con suối đổ ra Sông Ray. Suối có chiều dài 36 km và diện tích lưu vực là 138 km². Suối Tròng chảy qua các tỉnh Đồng Nai, Bà Rịa - Vũng Tàu.